# Бочкарёв, Юрий Георгиевич
Юрий Георгиевич Бочкарёв (укр. Юрій Георгійович Бочкарьов; 2 сентября 1938, Петропавловск-Камчатский — 21 июня 2011, Запорожье) — министр энергетики Украины в 1996—1997 годах, глава ОАО «Днепроэнерго». Глава исполнительного комитета Запорожья (1990—1992), председатель Запорожского городского совета (1991—1992), депутат Запорожского городского совета 17-21 созывов. Заслуженный энергетик Украины, почётный гражданин Запорожья.

## Биография
Родился 2 сентября 1938 года в Петропавловске-Камчатском в семье кадрового военного Георгия Филипповича Бочкарёва и его жены Марии Михайловны. Рос в Белоруссии, закончил Феодосийскую среднюю школу № 2, работал токарем на Феодосийском механическом заводе. Стремление получить высшее образование привело Юрия во Львов. Здесь, в 1962 году он заканчивает энергетический факультет Львовского политехнического института по специальности инженер-электрик.
В 1962 году Юрий переехал в Запорожье на родину жены. Профессиональное становление его как энергетика началось с должности мастера Запорожского предприятия городских электросетей. За год Юрий Георгиевич стал главным инженером, а в 1973 году инициативного и перспективного специалиста назначили директором Запорожского предприятия городских электросетей. Среди множества воплощенных проектов наиболее значимым Юрий Георгиевич считал создание принципиально новой структуры этой организации.
С 1981 года в аппарате руководства городского исполнительного комитета: заместитель (1981—1988), первый заместитель председателя исполкома (1988—1990), глава исполкома (1990—1992). Депутат Запорожского городского совета 17-21 созывов. В 1991—1992 был избран председателем Запорожского городского совета, с апреля по ноябрь 1992 года работал первым заместителем председателя облгосадминистрации. На этих должностях при Бочкарёве были возведены очистные сооружения на Днепре и город начал получать чистую воду, было реформировано тепловое хозяйство и построены мощные централизованные тепловые котельные. С ноября 1992 по август 1994 года был представителем Президента Украины (Леонида Кравчука) в Запорожской области.
С октября 1994 по ноябрь 1995 года Юрий Бочкарев работал первым заместителем генерального директора, был членом правления АО «Днепроэнерго».
С 12 июля 1996 по 6 мая 1997 года — министр энергетики и электрификации Украины в первом и втором правительстве Павла Лазоренко. С 6 мая 1997 по 25 июля 1997 года — министр энергетики Украины. При непосредственном участии Юрия Георгиевича в 1997 году принят Закон Украины «Об электроэнергетике». Большая работа была проведена по подписанию Соглашения о создании энергорынка. Всего за год Кабинет Министров Украины утвердил более ста постановлений, касающихся упорядочения работы энергетической отрасли. В это время возглавлял украинскую сторону в украинско-ливийской двусторонней комиссии по сотрудничеству
В 1998 году баллотировался в народные депутаты Украины самовыдвиженцем по одномандатному округу № 75, но занял третье место уступив победителю — Алексею Бабурину.
В 2000 году Бочкарёв вновь вернулся к ОАО «Днепроэнерго» и стал членом правления по вопросам внешних связей, связей с общественностью и социальным вопросам, директором по капитальному строительству. С февраля 2005 года Юрий Бочкарёв управлял ОАО «Днепроэнерго» сначала в должности генерального директора, а затем, с ноября 2007 по апрель 2010 года — в качестве председателя правления. С апреля 2010 года Юрий Георгиевич избран членом наблюдательного совета ОАО «Днепроэнерго». Был советником президента НАК «Энергетическая компания Украины». В должности председателя правления ОАО «Днепроэнерго» Юрий Георгиевич начал реализовывать инвестиционную программу в рамках которой был выведен из консервации и возобновил работу блок № 10 Криворожской теплоэлектростанции, ждавший реконструкции 12 лет. В результате ввода блока энергосистема Украины получила дополнительную мощность в 300 МВт.
В 2007 году Юрий Бочкарёв возглавил Совет оптового рынка электроэнергии, в состав которого он избирался ежегодно с 2005 года. Был членом правления Запорожской областной федерации работодателей и Запорожского областного союза промышленников и предпринимателей «Потенциал».
Работая на занимаемых должностях Юрий Георгиевич внёс значительный вклад в развитие украинской энергетики и инфраструктуры города Запорожье.
Юрий Бочкарёв скончался 21 июня 2011 года на 73-м году жизни. Соболезнования по поводу смерти были высказаны представителями областной, городской властей, Министерства энергетики и угольной промышленности, НАК «Энергетическая компания Украины». Прощание с Бочкарёвым состоялось 23 июня в ДК «Днепроспецсталь».

## Награды и звания

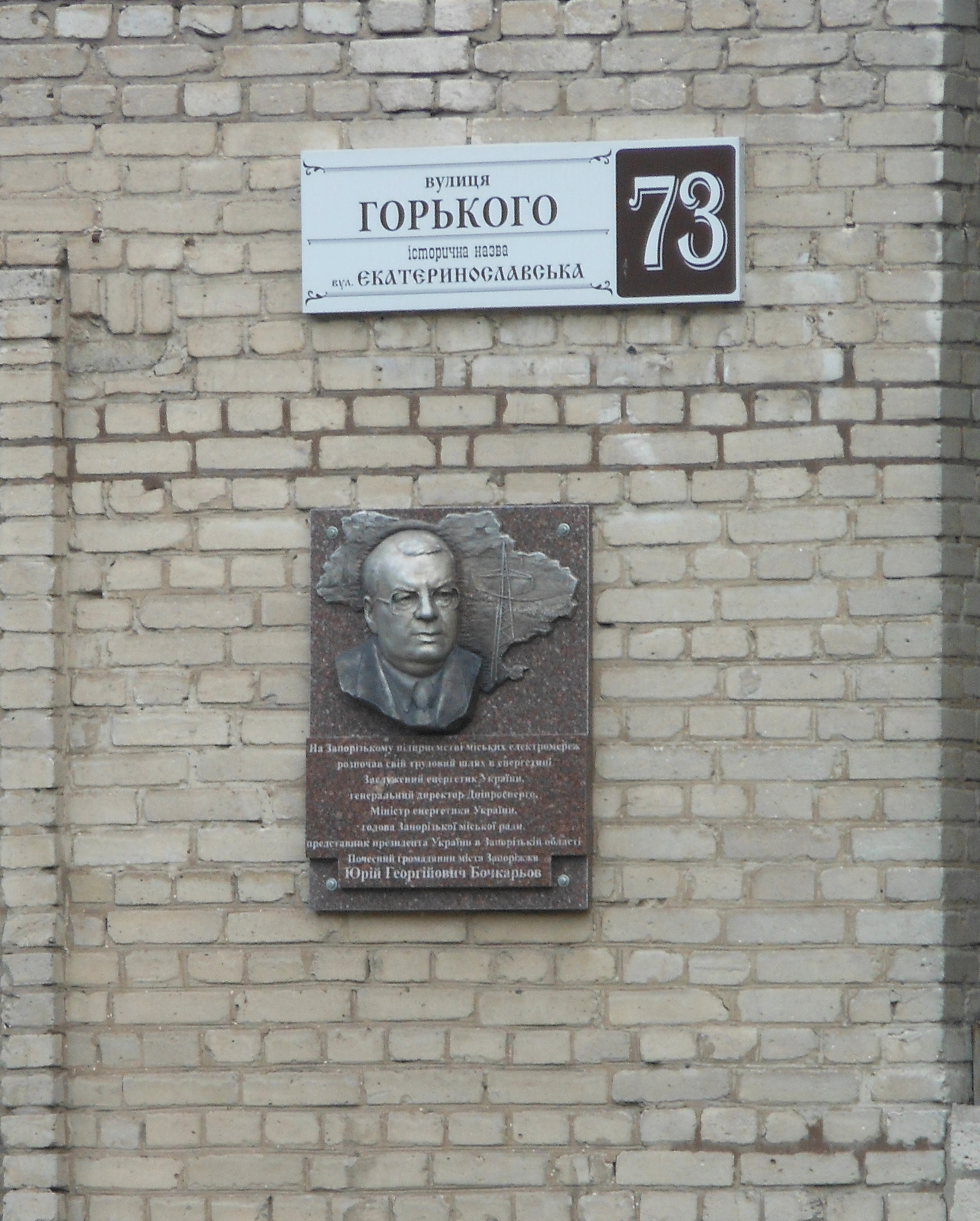
Памятная доска

За годы своей профессиональной деятельности Ю. Г. Бочкарёв удостоен следующих наград и званий:
- Государственный служащий первого ранга (1994)[22]
- «Ветеран энергетики России» (1996)
- «Заслуженный энергетик Украины» (2001)[23]
- «Почётный гражданин Запорожья» (2003)[24]
- Нагрудный Золотой знак ОАО «Днепроэнерго» (2008)
- Знак отличия «За заслуги перед Запорожским краем» I степени (2008)
- Знак отличия «Почётный энергетик Украины» (2008)
- Орден «За заслуги» ІІІ степени (2009)[25]

## Личная жизнь
Во Львове Юрий Георгиевич встретил свою жену Маргариту Евгеньевну, которая тогда училась во Львовском музыкальном училище. Дочь Бочкарёва, Александра, получила специальность психолога в Харьковском университете. Внучка — Александра Сидорова стала мастером спорта Украины и их пара с Владиславом Судьбой стала чемпионами мира и Европы по спортивным танцам, многократными чемпионами Украины, финалистами открытых чемпионатов Австрии, Германии, Италии, Словении, Великобритании.

## Память
В 2009 году о Юрие Бочкарёве вышла книга «Живи добром» киевского писателя Николая Гриценко. Также в 2009 году вышел фильм «Юрій Бочкарьов. Параметри долі», сценарий к которому написала заслуженный журналист Украины Елена Ракина.
Компания ДТЭК, Национальный университет «Львовская политехника» и Запорожский национальный технический университет) реализуют проект «Стипендиальный фонд им. Ю.Бочкарева».
Главными целями проекта являются:
- поддержать память о выдающемся человеке, Юрии Георгиевиче Бочкареве, внесшем значимый вклад в развитие энергетики Украины;
- стимулировать качественное высшее образование в сфере энергетики на Украине, поддерживая лучших студентов и преподавателей двух ВУЗов, к которым Ю. Г. Бочкарев имел непосредственное отношение[26].